# Smaragdina cobosi
Smaragdina cobosi là một loài bọ cánh cứng trong họ Chrysomelidae. Loài này được Codina-Padilla miêu tả khoa học năm 1963.